# Salamis nebulosa
Salamis nebulosa är en fjärilsart som beskrevs av Henry Trimen 1881. Salamis nebulosa ingår i släktet Salamis och familjen praktfjärilar. Inga underarter finns listade i Catalogue of Life.